# Юзеф Станіслав Потоцький
Юзеф Станіслав Потоцький гербу Золота Пилява (пол. Józef Stanisław Potocki; пом. 1722) — польський шляхтич, військовик, урядник Республіки Обох Націй (Речі Посполитої). Зведений брат примаса Польщі Теодора Анджея Потоцького.

## Життєпис
Найстарший син Павела Потоцького і його першої дружини Ельжбети з Ярмолинських гербу Корчак.
Дитиною разом з батьком потрапив до московського полону з Чорткова восени 1655 року. Опікувався його маєтністю стрийко Ян (дозвіл короля з березня 1664 року). Подібно, як батько, був звільнений у другій половині 1668 р. 3 грудня 1680 р. шляхта на сеймику в Прошовицях разом з братами нагородила, передала в опіку королю через втрату родинного Чорткова в 1672 році. На сеймі 1683 р. разом зі зведеними братами отримав 4000 злотих зі скарбниці за втрату родинних маєтностей. Сейм 1690 р. підтвердив виплату йому та братам сум (6666 золотих) за втрату маєтностей (крім звільнених від турків у 1684 р. Чорткова, Язловця, Ягільниці). 1691 р. отримував зі скарбниці компенсації.
У 1683 році очолив панцерну корогву (100 вершників), брав участь у битві під Віднем. Від 1 листопада 1683 р. корогва мала 120 коней, її хорунжий — Адам Вигронжовскі. Брав участь у виправі молдавській 1685 р., на чолі корогви в кампанії 1686 р. у складі полку краківського каштеляна Анджея Потоцького. Конституція сейму 1690 року підтвердила необхідність виплати йому (разом зі зведеними братами) певних сум відшкодування за втрачені маєтності, незважаючи на повернення відвойованих коронним військом у 1684 році частини Поділля з Чортковом, Ягільницею, Язловцем. Брав участь в останній молдававській виправі короля Яна III в 1691 р. Багато років вживав тільки ім'я Станіслав (ним підписувався за кошти для корогви в 1683—1696). У 1692 р. став кам'янецьким каштеляном. 17 лютого 1694 р. брав участь у похороні зведеної сестри Ельжбети Собескої (були присутніми всі зведені брати). За описом королівського війська, його 100-кінна панцерна корогва 17 вересня 1698 р. під Мужиловом входила до полку краківського воєводи, гетьмана польного коронного Фелікса Казімежа Потоцького. Під час дислокації війська на зиму 1701—1702 років його корогва перебувала в Більчому над Дністром (нині — Більче-Золоте). 12 грудня 1702 р. брав участь у Подільському сеймику, який доручив йому бути послом до київського воєводи Юзефа Потоцького. 23 жовтня 1714 року став київським каштеляном, у призначенні зазначено, що переходить з уряду кам'янецького каштеляна.
Протягом трьох років Чернелиця перебувала в його підпорядкуванні, у 1697 році він відмовився від маєтності на користь Міхала Потоцького.
Помер 27 лютого 1722 року в гостях у брата Теодора в Лідзбарку, був похований 9 березня 1722 р. в костелі бернардинців у Шпрінгборні (нині — Сточек Вармінський).

### Сім'я
Перша дружина — іновроцлавська воєводянка Зузанна Щавінська, донька Павела. Діти:
- Якуб — ксьондз, кустош сандомирський, канцлер вармінський, помер 1725 р.
- Катажина — сакраментка у Варшаві.

Друга дружина — підчашанка грабовецька Елеонора з роду Реїв, дочка Богуслава. Діти:
- Ян (пом. 1744) — смотрицький староста, з 25 травня 1729 р. брацлавський каштелян,
- Міхал Францішек — староста теребовельський, чигиринський.[5][3]